# Skutterskelfe
Skutterskelfe est une paroisse civile du Yorkshire du Nord, en Angleterre.